# マナサス駅作戦
マナサス駅作戦（マナサスえきさくせん、英: Manassas Station Operationsは、南北戦争2年目の1862年8月25日から27日に、バージニア州プリンスウィリアム郡で、北バージニア方面作戦）の一部として起きた一連の作戦行動である。マナサス駅の他、ブリストー駅、ケトルラン、ブルラン橋あるいはユニオンミルズで発生した。この作戦は、8月28日から始まった第二次ブルランの戦いの前哨戦となった。
8月26日夜、南軍のストーンウォール・ジャクソン少将が指揮する北バージニア軍左翼が、北軍ジョン・ポープ少将軍のバージニア軍右翼をサラフェア・ギャップを通って回り込み、ブリストー駅でオレンジ・アンド・アレクサンドリア鉄道を襲い、さらに8月27日夜明け前には、マサナス・ジャンクションにあった北軍の大規模補給所まで行軍し、占領、破壊した。この急襲によりポープ軍はラッパハノック川沿いの防衛線から慌ただしい後退を強いられた。
8月27日、ジャクソン軍はユニオンミルズ（ブルラン橋）近くで北軍の1個旅団を崩壊させ、数百の損失を出させたうえに、ジョージ・テイラー准将に致命傷を負わせた。南軍リチャード・イーウェル少将の師団は、ケトルランで北軍ジョセフ・フッカー少将の師団と活発な後衛戦を演じ、合わせて約600名の損失を出した。イーウェル隊は暗くなるまで北軍の攻撃を持ち堪えた。8月27日から28日にかけての夜に、ジャクソンはその師団を北の第一次ブルランの戦いの戦場に進軍させ、未完成の鉄道路盤の背後に陣を布かせた。

## 背景
1862年8月半ば、南軍の将軍ロバート・E・リーは、ジョン・ポープ少将の指揮するバージニア郡の補給線と通信線を遮断しようとしたが、8月22日から発生した第一次ラッパハノック駅の戦いのあとで、南軍の攻勢が止まっていた。この手詰まり状態を打開するために、リーはストーンウォール・ジャクソン少将の左翼にサラフェア・ギャップを通って北軍の右翼を回り込ませ、オレンジ・アンド・アレクサンドリア鉄道を遮断し、北軍の補給船を止めることとした。ジェイムズ・ロングストリート少将が指揮する南軍のもう一つの翼はラッパハノック川沿いでポープの注意を惹きつけておき、その後36時間遅れでジャクソン軍の後を追うことにした。ジャクソンは8月25日午前3時に行軍を始めた。
ジャクソンの動きは午前9時頃に北軍が感知したが、ポープはジャクソンがシェナンドー渓谷に向かっているものと考えた。その結果、ロングストリートの翼に注意を向けた。ロングストリート軍はその日は終日ラッパハノック川沿いで示威行動を行っていた。その日にポープが出した命令は矛盾が多く、ポープが意図したような川を渡っての攻撃を掛けることはできなかった。北軍騎兵隊がサラフェアギャップを通ってくるジャクソン軍を認知したときに、ポープはその軍を川から退かせて、ジャクソン軍に対応できるように変えた。

## マナサス駅での作戦
ジャクソン軍は8月26日午後にオレンジ・アンド・アレクサンドリア鉄道のブリストー駅に到着し、列車2両を破壊し、線路数マイルを剥がした。数マイル北東のマナサス・ジャンクションに北軍の補給所があることを知ると、アイザック・R・トリンブルの旅団に騎兵の支援部隊を付けて派遣して、その接続点を占領させることにした。トリンブルは夜間に行軍した後に攻撃を掛け、北軍の小さな守備隊を圧倒して、300名以上を捕虜にし、大砲8門を捕獲した。自軍の損失は4名のみだった。ポープは、南軍が夜間にマナサス・ジャンクションを攻撃したことを知ると、南軍を包囲するためにジャクソンの翼に対抗する部隊数個を発進させようとした。バージニア軍を北東のマナサスに向けて行軍を始めさせ、ワシントンD.C.にいる分遣隊には鉄道で西のマナサスに向かうよう命令した。そのワシントンにいたジョージ・W・テイラーとE・パーカー・スキャモンの旅団が8月27日朝に移動し始めた。一方、ジャクソンはリチャード・イーウェルの旅団をブリストー駅に残して北軍の動きを監視させ、A・P・ヒルとウィリアム・B・タリアフェローの師団をトリンブル旅団の支援に移動させた。
ヒルの師団がマナサス・ジャンクションに到着したそのとき、トリンブルはニューヨーク第2重砲兵隊に攻撃されていたが、ヒルの支援で直ぐに撃退できた。このとき、テイラー旅団が列車で到着し、数で劣勢なのを知らずにその旅団を攻撃配置に付けさせた。南軍の特に砲兵隊からの激しい砲火でテイラーの旅団は潰走し、テイラー自身も致命傷を負った。スキャモンの2個連隊も到着して、後退する北軍の後衛を務めた。北軍の損失は捕虜200名を含めて450名近くとなり、南軍は25名に過ぎなかった。
その西では、イーウェルがその師団をケトルラン沿いに配置し、ポープ軍に対してジャクソン軍の後衛の役割を務めていた。第3軍団ジョセフ・フッカーの師団が、まず午後2時半頃にイーウェルの散兵と遭遇した。イーウェルは1時間以上もその陣地を確保できたが、フッカーが自隊の大砲を持ち出し、南軍の側面を衝こうとした。午後4時を回った頃、イーウェルはジャクソンからマナサス・ジャンクションまで後退する命令を受け、うまく矛を収めることができた。フッカーは、ブロードランを北に渡す橋が燃やされていたために、追撃できなかった。この戦闘でイーウェルは150名足らずを失い、フッカーは400名を失った。

## 戦いの後
ジャクソンはこのときポープ軍と近いことを認識し、北にある第一次ブルランの戦いの戦場に移動し、そこでロングストリートの軍と合流するか、状況に応じて北のアルディの方向に後退するか判断することにした。ジャクソンは兵士達に持って行けるだけの物資を持たせた後、物資の残りは真夜中に燃やさせ、北への進軍を開始させた。
ポープはマナサス・ジャンクションの火事を見たが、ジャクソンがヤケになっていると思った。自軍には南、東、北からマナサスに進むように命じた。ポープは、ロングストリート軍が北のサラフェアギャップ方向に進んでいるのを知っていたが、それを遅らせる部隊を派遣することもせず、ロングストリート軍が着く前にジャクソン軍を破ることができると信じていた。テイラーの部隊が敗れたことで、ワシントンで北軍を指揮していたジョージ・マクレランは、砲兵や騎兵がなければポープにそれ以上援軍を送らないことにした。その翌日8月28日に第二次ブルランの戦いが始まった。